# San Gerardo Maiella (titre cardinalice)
Le titre cardinalice de San Gerardo Maiella (Saint Gérard Majella)a été créé par Jean-Paul II le 26 novembre 1994. Il est rattaché à l'église San Gerardo Maiella (it) qui se trouve dans le quartier Prenestino-Labicano à l'est de Rome.

## Titulaires
- Casimir Świątek (1994-2011)
- Rubén Salazar Gómez (2012-)